# Bataille de Fort Peter
Guerre de 1812
Batailles
Liste des batailles de la guerre anglo-américaine de 1812
La bataille de Fort Peter était une attaque réussie par les britanniques face à une petite force des États-Unis sur le côté de la Géorgie de la Rivière St. Marys près de Saint Marys. La rivière était alors une partie de la frontière internationale entre les États-Unis et la Floride espagnole alliée des Britanniques ; elle fait maintenant partie de la frontière entre la Géorgie et la Floride. L'occupation côtière du comté de Camden a permis aux Britanniques de bloquer le transport américain sur l'Intracoastal Waterway. L'attaque sur les forts St. Tammany et Peter a eu lieu en janvier 1815, après la signature du traité de Gand, qui met fin à la guerre de 1812, mais avant qu'il n'ait été ratifié. L'attaque a eu lieu en même temps que le siège de Fort St. Philip en Louisiane et a fait partie de l'occupation britannique de St. Marys et de Cumberland Island.

## Forts de St. Marys
Point Peter est le premier débarquement en Géorgie sur ce côté de la rivière St. Marys. C'est une péninsule entre la rivière du Nord et la crique de Point Peter, qui se jettent dans la rivière St. Marys. James Seagrove et Jacob Weed ont reçu des concessions de terres à proximité en 1787, et un poste militaire a été établi sur Point Peter à cette période. En juillet 1794, Paul Hyacinth Perrault a été chargé de construire un fort à St. Marys, probablement Ft. St. Tammany. L'année suivante, les coûts ont dépassé 1 400 $. The War Department approved payments relating to the fort in 1797 and 1800. La garnison a finalement inclus un fort, une batterie et un amarrage pour les navires, et a également été connu sous le nom de Fort Gunn en 1794.
Les militaires américains postés à Point Peter était chargés de faire respecter les droits de douane et la protection de la frontière sud de la nation avec la Floride espagnole. Le fort est devenu impliqué dans la quasi-guerre en 1798. Entre 1793 et 1805, l'armée américaine habite le fort, et 16 000 $ ont été dépensés pour la garnison de point Peter. Cependant, en 1806, le fort a été partiellement démantelé, et les défenses placées uniquement sur les canonnières et une batterie fixe, ce qui pourrait avoir contribué à l'incident de juillet 1805 à la rivière St. Marys impliquant le personnel de la marine britannique et des corsaires français et espagnols. En 1809, le bloc et la batterie qui ont formé le nouveau fort américain ont été approuvés.

### 1810-1814
En 1811, 11 des 165 canonnières de la marine américaine étaient stationnées à St. Marys, ce qui en fait la troisième plus grande station navale des États-Unis avant la guerre de 1812. Les canonnières ont été propulsées par des voiles latines et aviron, et ont monté de lourdes artilleries.
En 1811, le commandant de Fort Peter, le lieutenant-colonel Thomas Adam Smith, et ses officiers subalternes, le capitaine Abraham Massias, le capitaine Joseph Woodruff, le lieutenant Daniel Appling, le capitaine Fiedler Ridgeway, et le lieutenant Elias Stallings, ont reçu des ordres pour aider à une prise de contrôle américaine de la Floride espagnole si une rébellion ou une invasion avait eu lieu. Cependant, quelques officiers sont devenus impliqués dans les guerres séminoles au cours des années suivantes. Le président Madison et le secrétaire d'État Monroe n'ont jamais donné des ordres directs à la garnison de Point Peter pour agir dans ce conflit, contrairement aux ordres plus tard dans la guerre de 1812.
À l'automne 1812, le bataillon du comté de Camden a été soulevée à Point Peter. Il a servi dans la 1re brigade du général John Floyd, qui a participé à la guerre Creek.

## Bataille de Fort Peter en 1815
Le 10 janvier 1815, les forces britanniques sous le commandement de l'Amiral Sir George Cockburn ont débarqué sur l'île de Cumberland au large de la côte de Géorgie. La force britannique est composée de trois Royal Marines Bataillons (560 hommes dans la 1re et 2e, ainsi que les six compagnies de la 3e), les détachements de des navires Royal Marines de l'escadron (120 hommes), et deux compagnies du 2ème régiment d'Inde de l'est (190 hommes),.
Le 13 janvier, une force britannique a d'abord bombardé Fort Peter et a ensuite débarqué à Point Peter par la ville de St. Marys. Les britanniques ont attaqué et pris le fort sans subir aucune perte.
L'armée britannique a débarqué et s'est ensuite dirigée vers St. Marys. Sur leur chemin, ils ont rencontré une petite force américaine de 160 soldats du 43e régiment d'infanterie et du Corps Rifle sous les ordres du capitaine Abraham A. Massias. Une escarmouche a suivi avant que les Américains se retirent  Massias a estimé la taille de la force britannique à environ 1500 hommes. Il a rapporté que les pertes américaines le 13 janvier incluaient 1 mort, 4 blessés et 9 disparus. Bien que Massias croit que les Britanniques ont souffert de nombreuses pertes, il rapporta seulement 3 hommes tués et 5 blessés.
Le 15 janvier, les Britanniques ont capturé St. Marys malgré le Fort St. Tammany se situant à la sortie de la ville. Le rapport américain suggère que les Britanniques ont pillé les bijouteries de la ville ainsi que la porcelaine fine et d'autres biens des résidents. Les rapports britanniques déclarent que les habitants de la ville sont convenus de modalités en vertu desquelles les résidents ont abandonné tous les biens publics et les troupes britanniques ont respecté en échange toutes les propriétés privées. Les forces britanniques ont capturé deux canonnières américaines et 12 navires marchands, y compris l'Indiaman comtesse de Harcourt, qu'un corsaire américain avait capturé sur son chemin de l'Inde à Londres. Les récompenses pour le comtesse de Harcourt, le  Maria Theresa , les produits du navire  Carl Gustaff , et la goélette  Cooler , ont été versées en avril 1824,,.
Les Britanniques ont terminé leur occupation de St. Marys et de Fort St. Tammany après environ une semaine. Ils ont brûlé Fort Peter, y compris ses blockhaus et des casernes, et se sont retirés sur l'île de Cumberland. Les officiers vivaient à Dungeness, l'ancienne demeure du défunt héros de guerre, le général Nathanael Greene. La plupart des troupes britanniques étaient stationnées à l'extrémité sud de l'île, et les navires britanniques ancrés à Cumberland. À la fin de février 1815, le contre-amiral Cockburn a reçu des nouvelles du traité de Gand à travers les journaux, mais a refusé de l'accepter comme preuve officielle et a continué à expédier des réfugiés loin de la Floride et la Géorgie. En tout, 1 485 esclaves ont été libérés.
Les Britanniques ont quitté l'île de Cumberland le 15 mars, même si un navire coincé sur un banc de sable et l'Albion sont restés dans la baie Cumberland jusqu'au 18 mars.

## 1815-1821
En 1818, le gouvernement fédéral a acheté le terrain. En 1819, le Traité d'Adams-Onís a été signé, et la Floride a été transféré aux États-Unis en 1821.
Pendant la guerre civile, Fort Peter était devenu une ruine. En 1870, Daniel Proctor a acheté la propriété aux États-Unis, et l'a vendue à Alexandre Curtis.

## Actuellement
En 1953, la Géorgie a placé un repère historique champ de bataille de Fort Peter. En 2002, un lotissement prévu à Point Peter a stimulé un intérêt archéologique dans les anciens forts. Le développement, nécessaire pour étudier les ressources culturelles étant perturbés, a embauché Scott Butler (un archéologue pour Brockington et Associés) pour mener une étude. En 2009, les archéologues ont trouvé des milliers d'artefacts, dont des canons, des fusils, des balles de fusil, des couteaux et des boutons d'uniformes.
Fort St. Tammany, le fort de St. Marys, était situé où Howard Gilman Memorial Waterfront Park est aujourd'hui. Il est identifié comme le site 9Cm164, bien qu'aucune étude détaillée des ruines n'ait été menée.
Une exposition semi-permanente, The Forgotten Invasion, a été inaugurée au Musée national Seashore Cumberland Island au centre-ville de St. Marys en souvenir de la bataille, et comprend une ancre en contrebas récupéré à partir d'un navire de guerre britannique en plus des découvertes de la fouille de Scott Butler.